# Custard cream

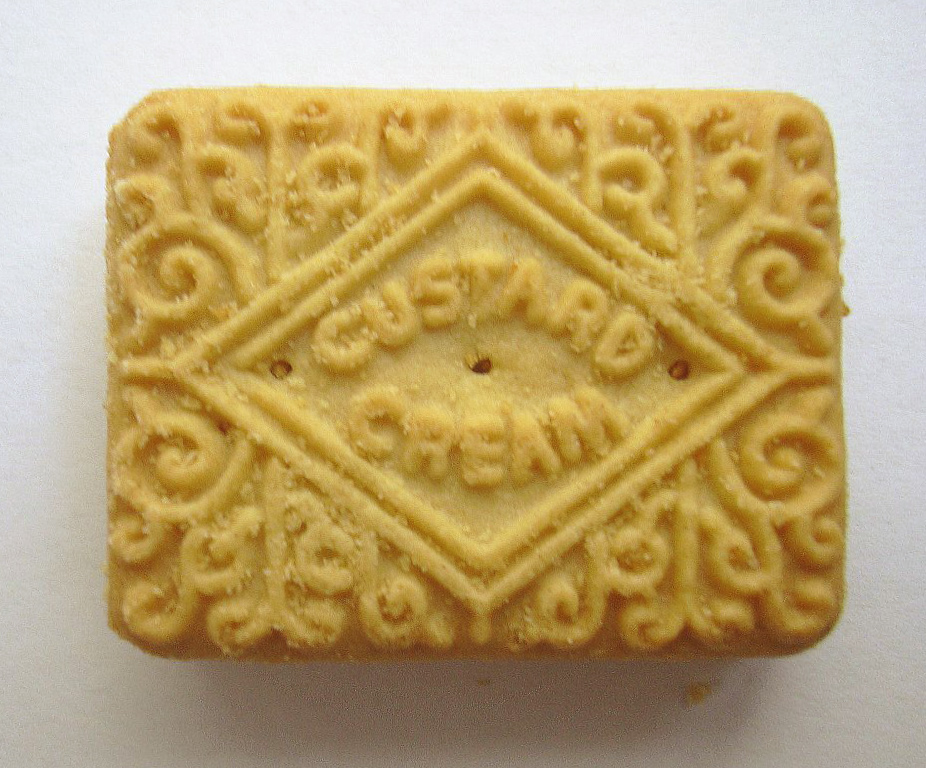
Ett custard cream-kex.

Custard cream är en brittisk sort av kex, populärt på de Brittiska öarna. Kexet är strukturerat som en sandwich, med kräm (traditionellt smörkräm eller vaniljkräm) mellan två kexbitar. 
Vissa brittiska och irländska butiker säljer sina egna versioner av kexet, till exempel med citron-, apelsin-, choklad-, jordgubbs-, kaffe- eller kokosnötssmak.
År 2009 rankades kexet som det åttonde mest populära kexet i Storbritannien till bland annat fika.